# Campeonato Mundial de Ciclismo en Pista de 1927
El XXX Campeonato Mundial de Ciclismo en Pista se celebró en Colonia (Alemania) entre el 17 y el 24 de julio de 1927 bajo la organización de la Unión Ciclista Internacional (UCI) y la Federación Alemana de Ciclismo.
Las competiciones se realizaron en el Velódromo de Müngersdorf de la ciudad alemana. En total se disputaron 3 pruebas, 2 para ciclistas profesionales y 1 para ciclistas amateur.

## Medallistas

### Profesional
| Evento               | Oro                     | Plata                  | Bronce                   |
| -------------------- | ----------------------- | ---------------------- | ------------------------ |
| Velocidad individual | Lucien Michard Francia  | Ernst Kaufmann · Suiza | Lucien Faucheux Francia  |
| Medio fondo          | Victor Linart · Bélgica | Paul Krewer · Alemania | Walter Sawall · Alemania |

### Amateur
| Evento               | Oro                      | Plata                  | Bronce                   |
| -------------------- | ------------------------ | ---------------------- | ------------------------ |
| Velocidad individual | Mathias Engel · Alemania | Willy Hansen Dinamarca | Peter Steffes · Alemania |

## Medallero
| Núm. | País      | Oro | Plata | Bronce | Total |
| ---- | --------- | --- | ----- | ------ | ----- |
| 1    | Alemania  | 1   | 1     | 2      | 4     |
| 2    | Francia   | 1   | 0     | 1      | 2     |
| 3    | Bélgica   | 1   | 0     | 0      | 1     |
| 4    | Dinamarca | 0   | 1     | 0      | 1     |
| 4    | Suiza     | 0   | 1     | 0      | 1     |
|      | TOTAL     | 3   | 3     | 3      | 9     |